# Sent Fresald d'Albujas
Sent Fresald d'Albujas (en francès Saint-Frézal-d'Albuges) és un municipi francès situat al departament del Losera i a la regió d'Occitània.